# Humenné
Humenné (allemand : Homenau, hongrois : Homonna) est le centre de la division administrative du même nom, dans la région de Prešov en Slovaquie.

## Géographie
De tout temps la contrée a été un lieu de passage pour les armées. Les nombreuses fortifications rencontrées à travers le pays le démontrent. Les plus voisines sont le château de Brekov à 6 km et celui de Čičava à 12 km, tous deux en ruine. Plus à l'ouest, à deux heures de route, Spišský hrad, une forteresse médiévale des XIIIe et XIVe siècles, qui est par ses dimensions, peut-être la deuxième plus grande d'Europe centrale.
Humenné est située aux confins de la Slovaquie orientale, entre Pologne au nord, Ukraine à l'est et Hongrie au sud. Son territoire fait de collines et vallées, est traversé par la rivière Laborec et son confluent la rivière Cirocha. Sa partie Nord est boisée majoritairement de hêtres.
La commune se situe à près de 500 km de Bratislava, la capitale, que ce soit par la route la plus directe passant par Košice, ou par la E 50 passant au nord du pays par Žilina et Prešov, en empruntant quelques tronçons terminés de l'autoroute D1. Cette dernière, une fois terminée, doit passer à une trentaine de kilomètres de Humenné.

### Accès
- La ville est desservie par la route I/74 partant de Strážske au Sud-est jusqu'à la frontière ukrainienne à l'Est via Snina. Deux routes secondaires font leur jonction avec la I/74 : la II/558 à l'Ouest à l'entrée de la ville, et la II/559 à l'Est au centre-ville.
- Humenné possède deux gares : la gare de Humenné à l'Ouest et la gare de Humenné Mesto à l'Est sur les lignes 191 entre  Michaľany et Medzilaborce et la ligne 196 qui double la route I/74 de Humenné à Stakčín.
- Le plus proche aéroport est situé à Košice (code AITA KSC), la seconde ville du pays, soit à plus d'une heure de route.

## Histoire
La plus ancienne mention de Humenné remonte à 1317.

### La Seconde Guerre mondiale

#### Le camp d'internement pour prisonniers de guerre (1942-1944)
Pendant la Seconde Guerre mondiale, l’ancien Hôpital de Humenné fut transformé en camp d’internement pour prisonniers de guerre. Ainsi, de 1942 à 1944, 70 soldats y furent détenus : 52 soldats français et 18 soldats yougoslaves. Bénéficiant d’une certaine liberté de mouvement, la quasi-totalité des prisonniers français parvinrent à s’échapper du camp, pour la plupart en automne 1943, contrairement aux détenus yougoslaves qui, plus étroitement surveillés, furent transférés au camp d’internement de Ilava le 2 mai 1944. Un mois plus tard, le camp de Humenné était définitivement fermé.

## Démographie

### Évolution de la population
| Année:               | 1994.  | 2004.   | 2014.   | 2024.    |
| -------------------- | ------ | ------- | ------- | -------- |
| Nombre de personnes: | 36 141 | 35 008  | 34 186  | 29 567   |
| Différence:          |        | -3,13 % | -2,34 % | -13,51 % |

| Année:               | 2023.  | 2024.   |
| -------------------- | ------ | ------- |
| Nombre de personnes: | 30 006 | 29 567  |
| Différence:          |        | -1,46 % |

## Économie

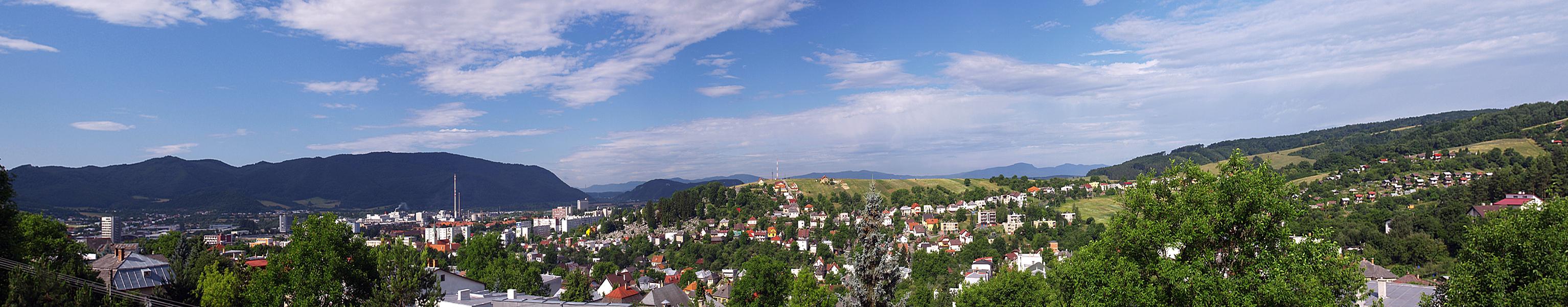
Panorama sur la ville

Chemlon, un complexe chimique, héritage du passé communiste, emploie une majorité des travailleurs de la ville. Plusieurs entreprises européennes (Nylstar, Nexis-fibers entre autres) y sont installées.
Depuis l'adhésion de la Slovaquie à l'Union européenne en mai 2004, le paysage commercial de la ville a été totalement transformé et a modifié la vie quotidienne de ses habitants. Le secteur de la grande distribution, sous dominance de pays étrangers, s'est soudain développé avec l'implantation de plusieurs grandes enseignes. Au supermarché Billa implanté depuis une quinzaine d'années, se sont ajoutées de grandes surfaces : Hyper Nova, Kaufland et Tesco.

## Lieux et monuments

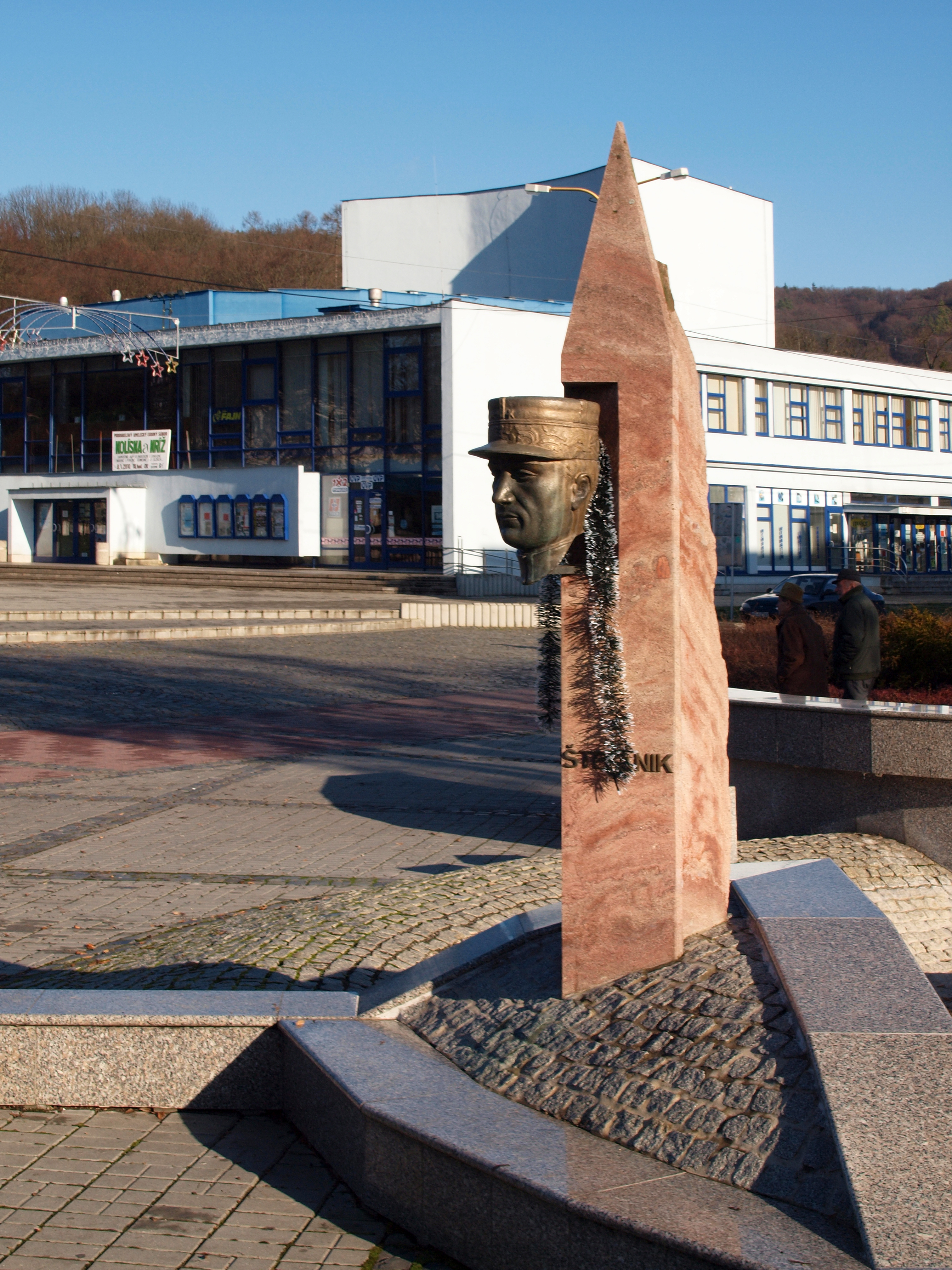
Štefánik

### Namestie Slobody(place de la Liberté)
Rénovée récemment, cette place arborée est une zone interdite aux véhicules et engins à moteurs. Elle comprend une allée centrale et deux contre-allées. À un bout, le monument aux Morts de la ville et à l'opposé, un petit marché couvert achalandé en saison estivale. Un jet d'eau musical égaye son centre.
En haut de la place, se dresse une stèle à la mémoire de Milan Rastislav Štefánik, général slovaque titulaire de la Légion d'honneur.
La place est de nos jours bordée de boutiques aux devantures modernes, d'établissements bancaires et de bars restaurants. Elle est très fréquentée en tout temps.

### Le grand parc
Situé au centre-ville, dans le prolongement de la place de la Liberté, il est composé de plantes ligneuses rares. Il jouxte le manoir et ses jardins. Dans sa partie haute, à Pol'ana, a été installé le musée en plein air de Vihorlat.

### Le manoir
De style renaissance-baroque le manoir est le symbole de la ville. Il en est le monument architectural le plus important et l’un des plus importants de la Slovaquie orientale. Il était la propriété de la famille Andrássy.
Devant le manoir, sont les jardins avec une pièce d'eau et des sculptures.

### Les musées

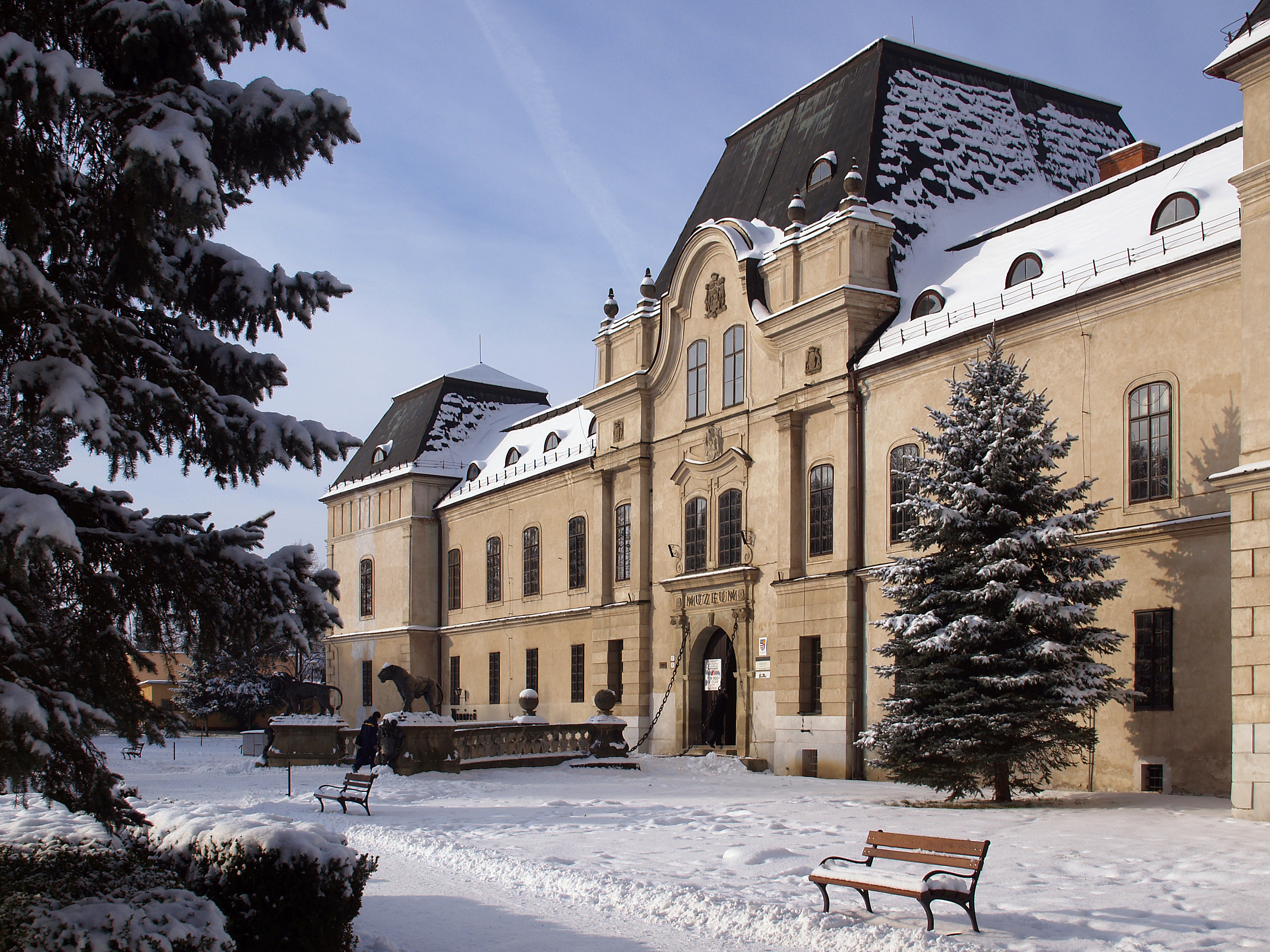
Manoir múzeum
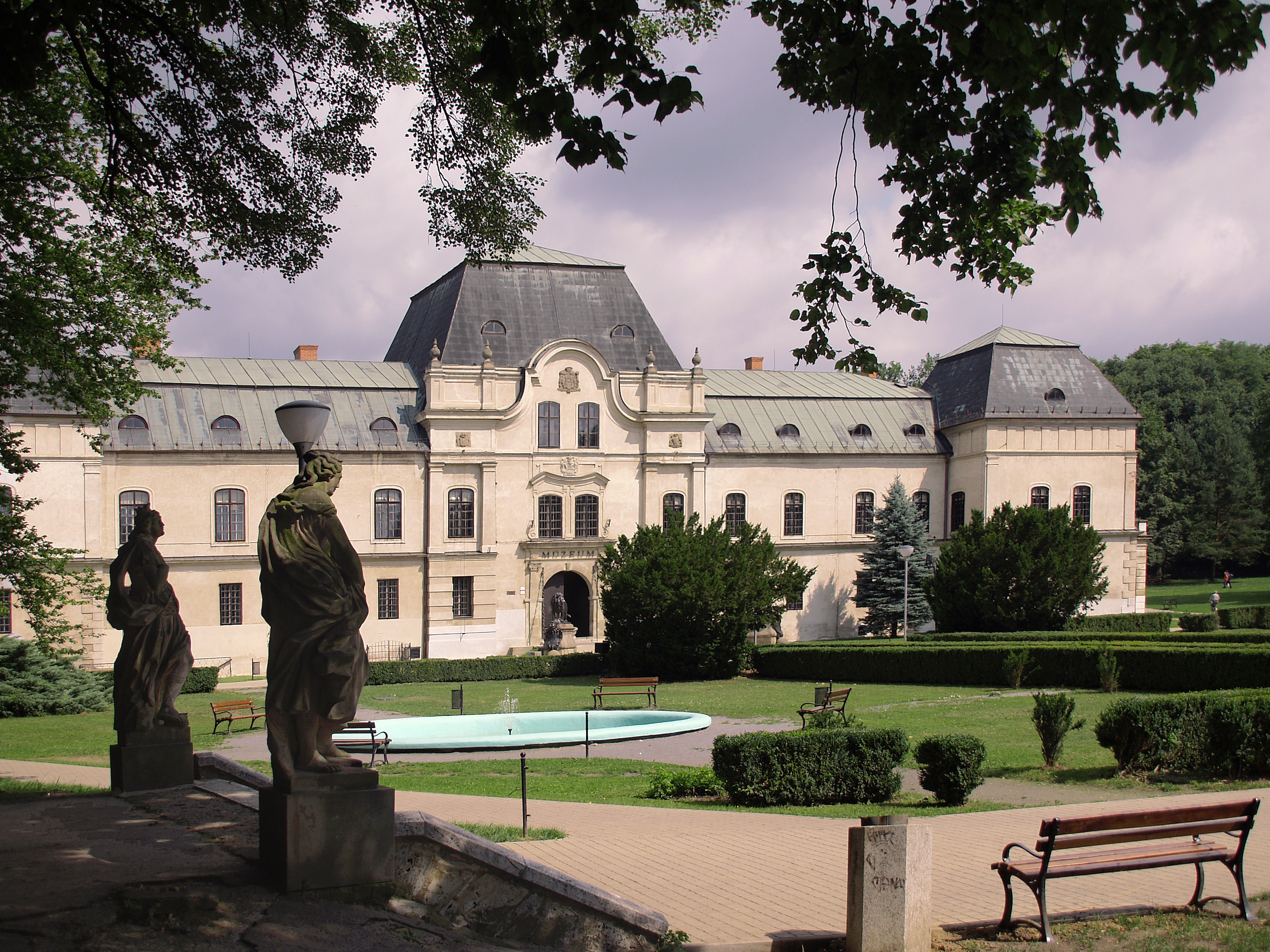
Manoir múzeum
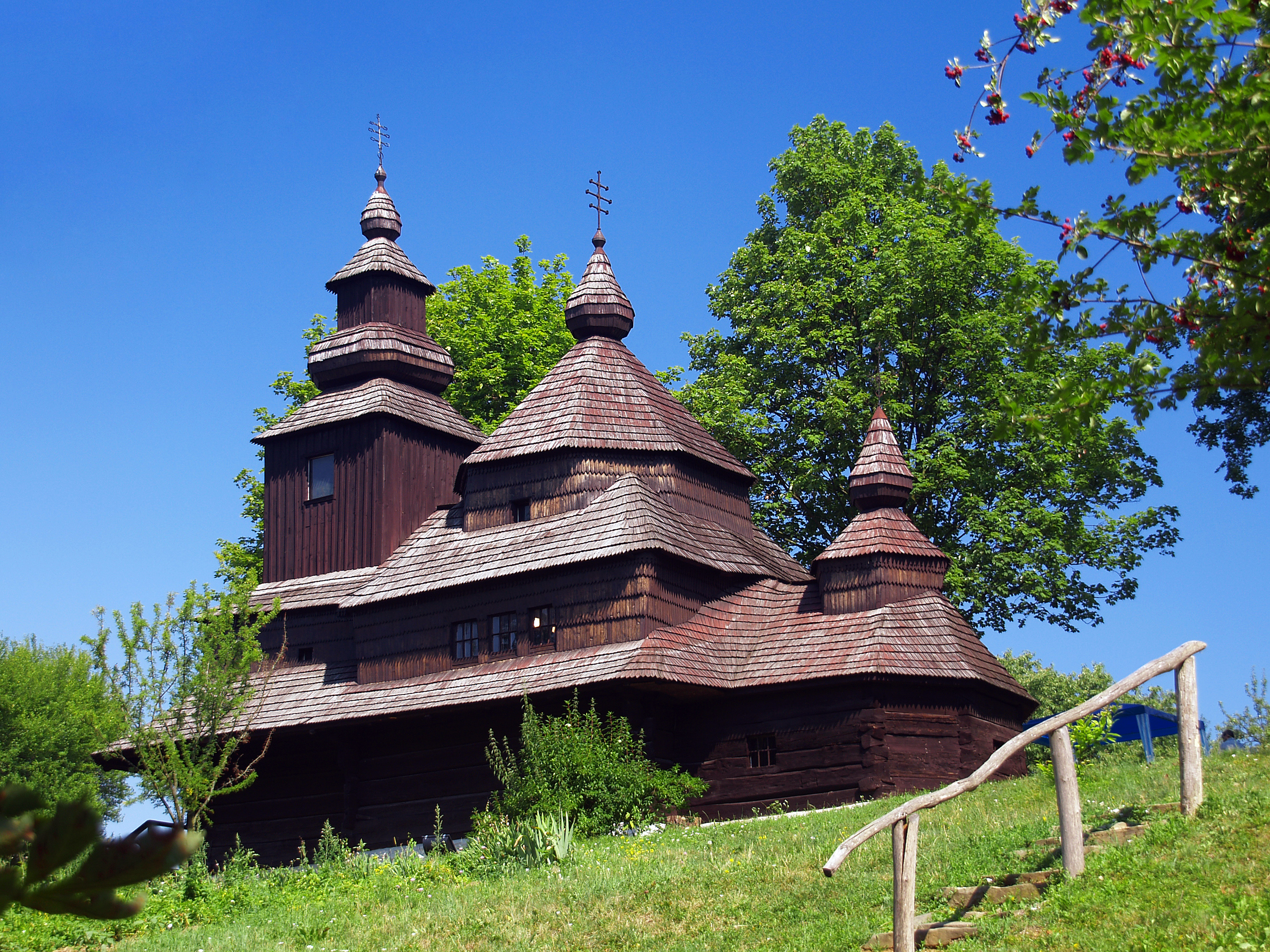
Église de l'archange St-Michel du Vihorlatské múzeum
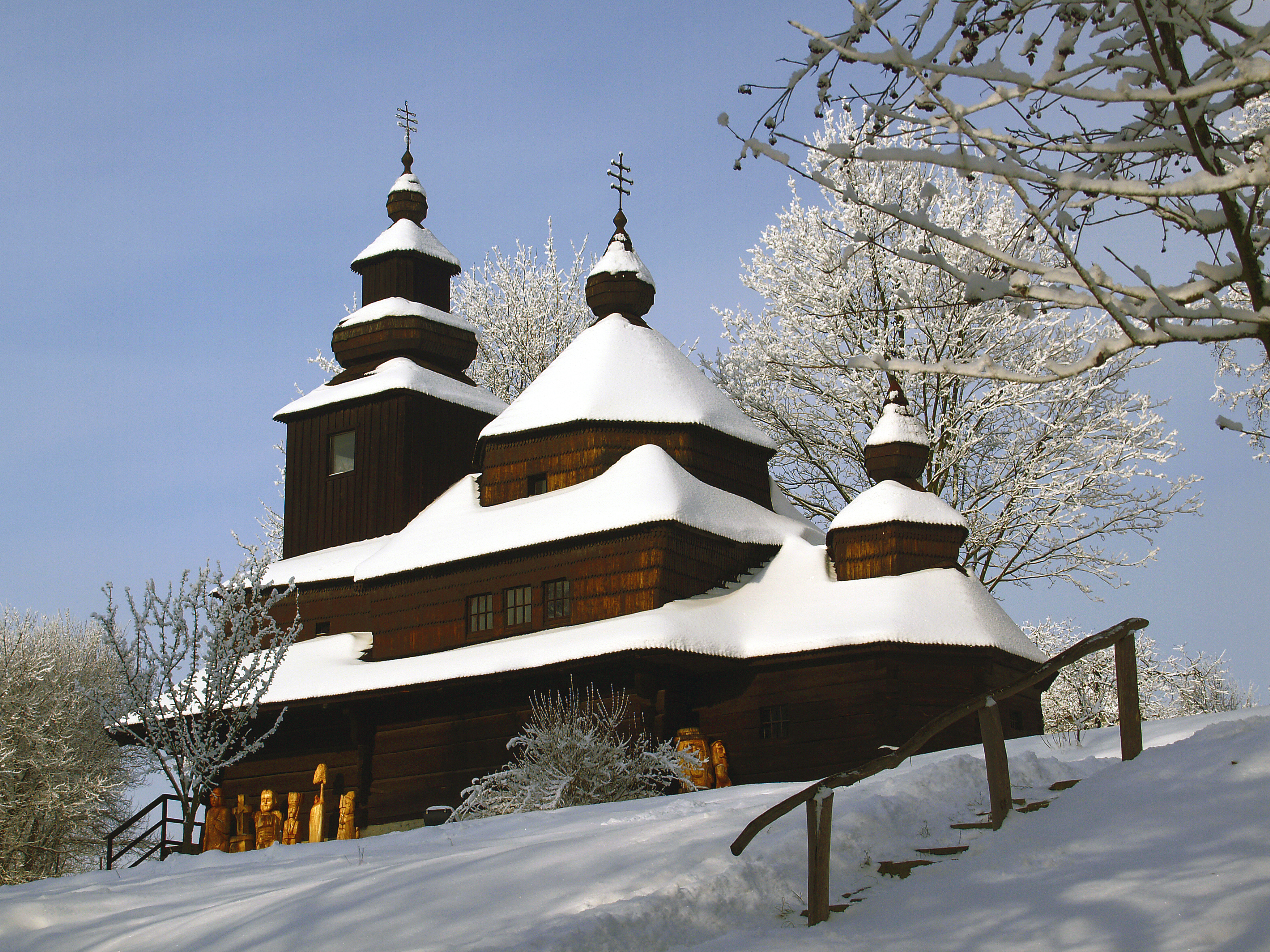
Église de l'archange St-Michel du Vihorlatské múzeum

- Le musée en plein air de Vihorlat (Vihorlatské múzeum) en haut du parc. Il est le lieu d’exposition de l’architecture populaire et de l’habitation du musée d’Histoire naturelle à Humenné. Une quinzaine d'objets représentant l’architecture populaire en bois de la région des Carpates orientales y sont exposés. L'œuvre maîtresse en est l’église de l’archange Saint-Michel, construite entièrement en bois et sans un seul clou !

De grandes sculptures en bois ont été ajoutées récemment.
- Le musée de l’Histoire et Géographie national, abrité dans le manoir. Des portraits de rois de Hongrie, des pièces de monnaie celtes-daciques, des armes et même un salon chinois y sont présentés.

### Brekov

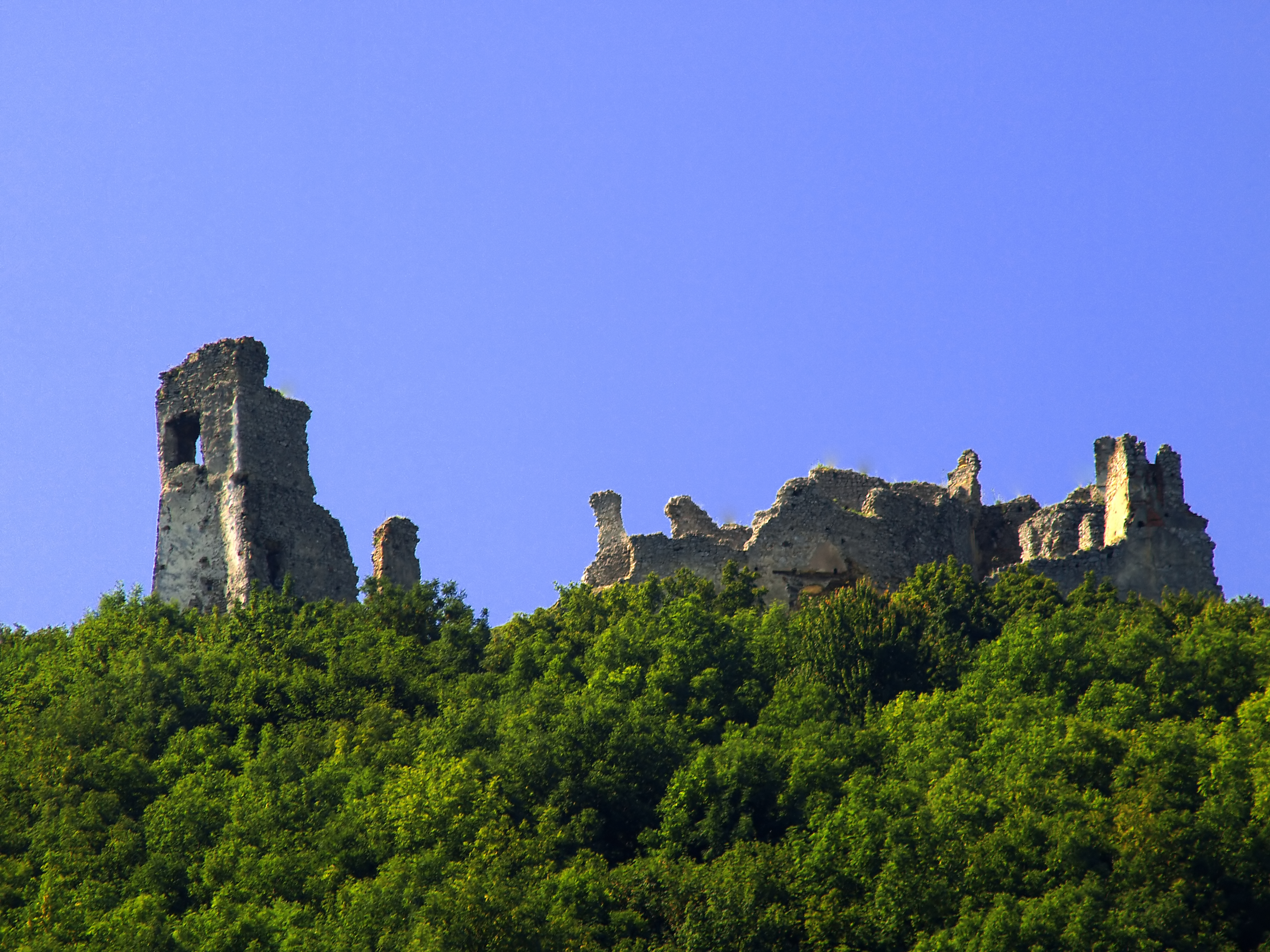
Hrad Brekov

Les ruines du château de Brekov se dressent à près de 6 kilomètres de Humenné, sur une colline dominant un petit village éponyme. Ce château gothique avait été édifié au XIIIe siècle, sur l'emplacement d'un ancien site fortifié des VIIIe siècle – IXe siècle. Sous les Habsbourg, le château changea souvent de propriétaires jusqu'à ce qu'il soit conquis puis détruit en 1644 par les soldats d’Imrich Tököli.

### Édifices religieux
En 1910 , 48,6 % des habitants étaient catholiques, 34,8 % juifs, 12,3 % des églises catholiques orientales.

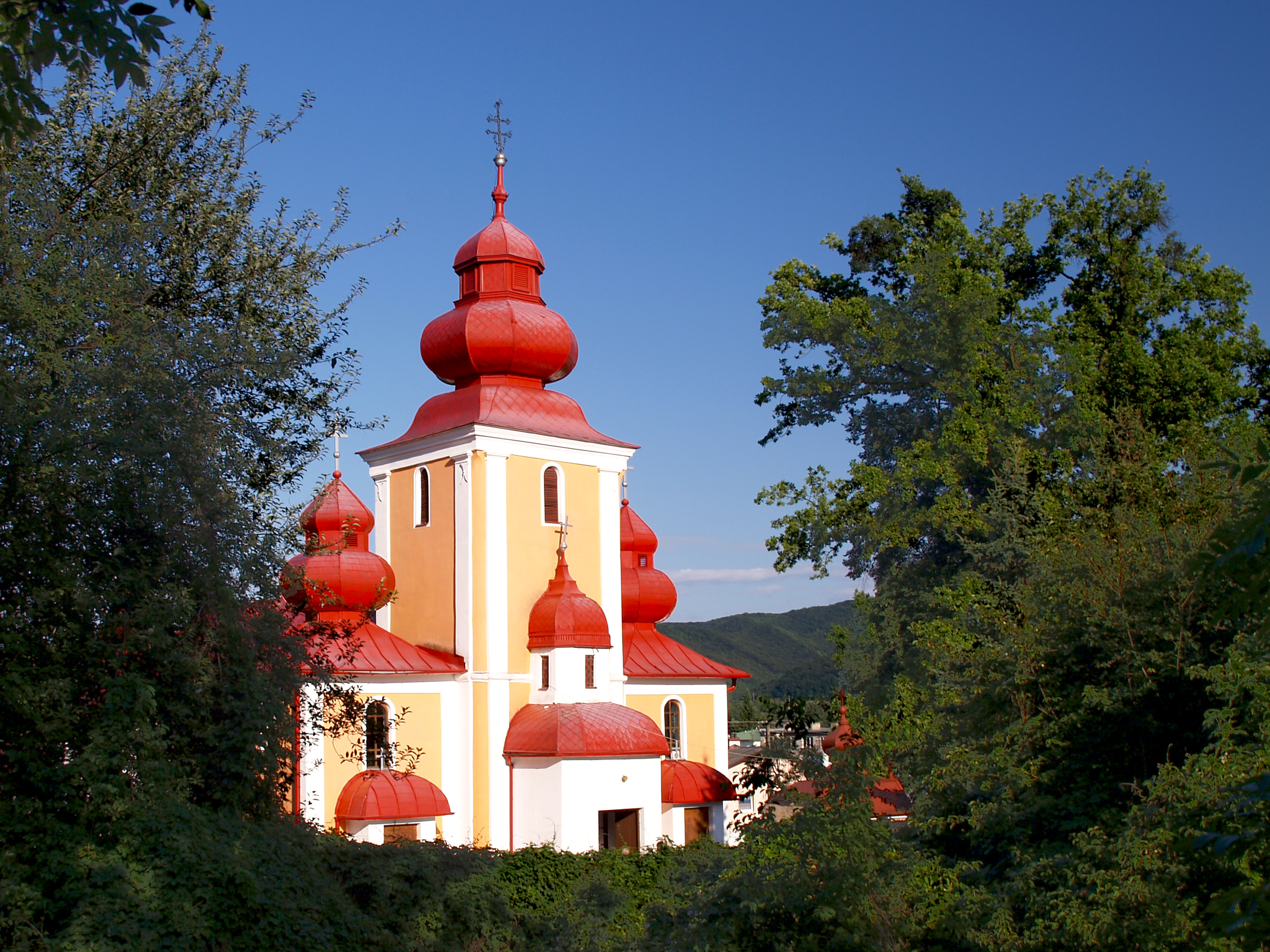
Nanebovzatia Panny Márie
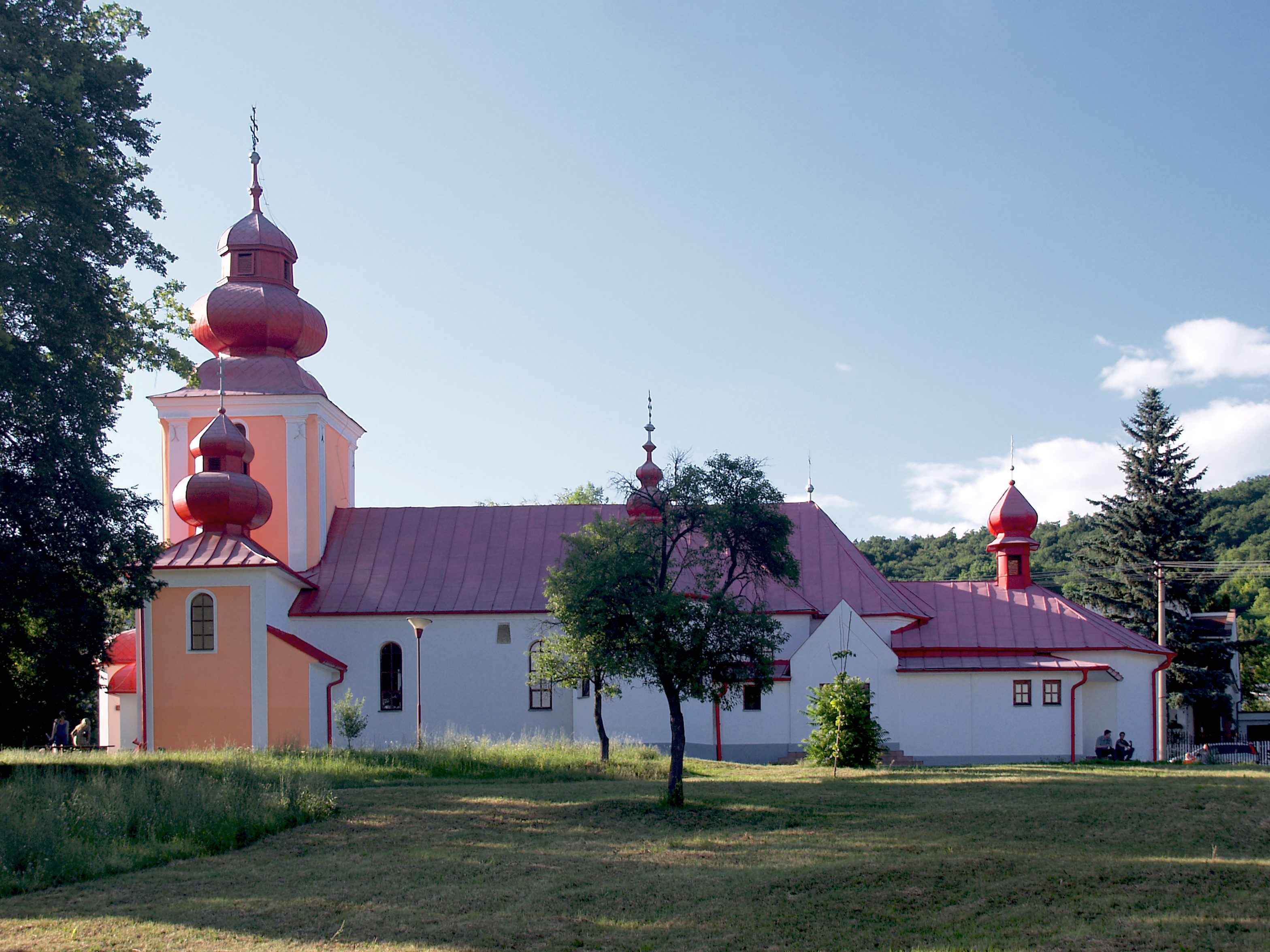
Nanebovzatia Panny Márie
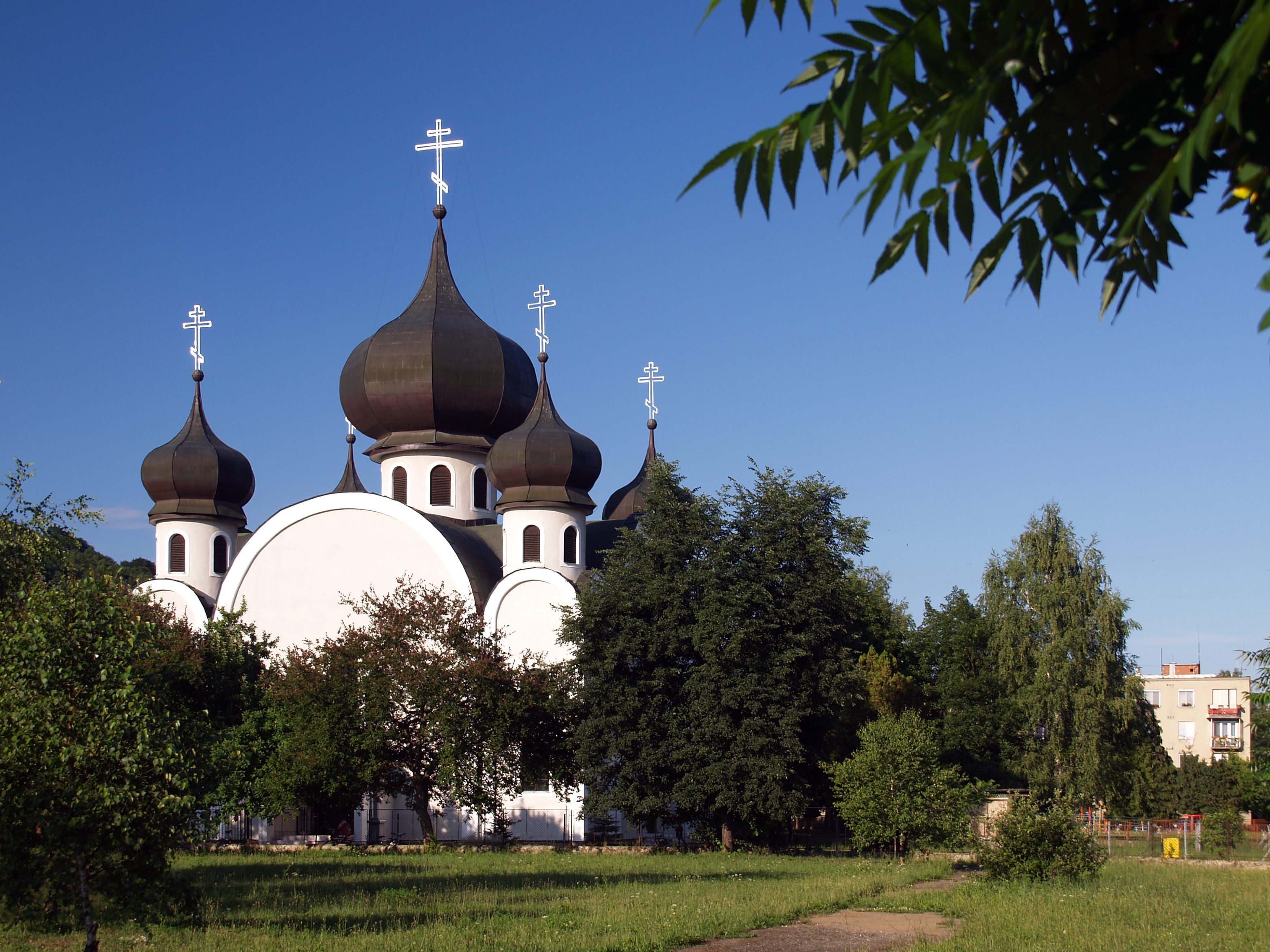
L'église Saints-Cyrille-et-Méthode.
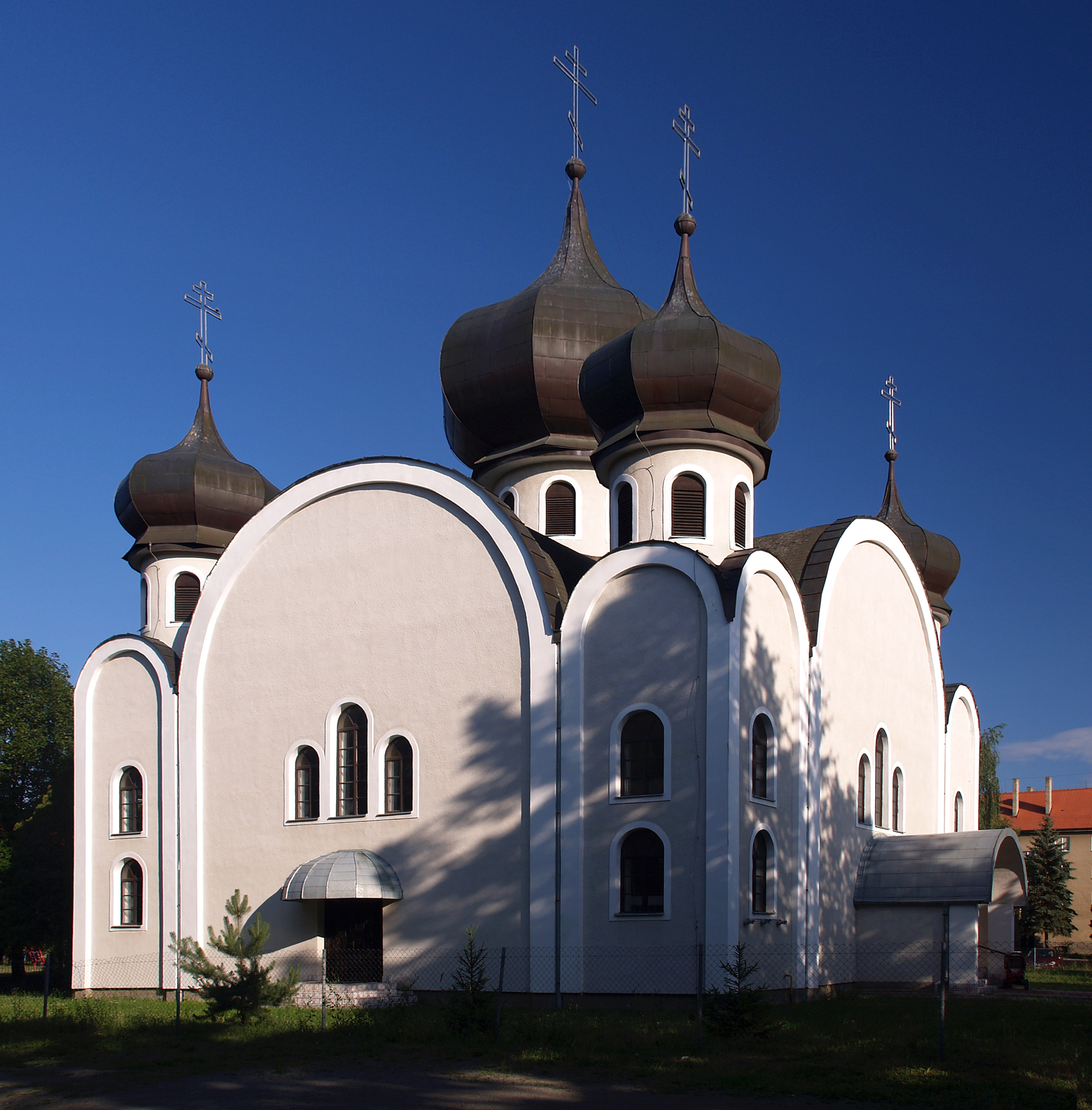
L'église Saints-Cyrille-et-Méthode.

- L'église paroissiale catholique située dans le centre-ville
- La cathédrale catholique grecque Nanebovzatia Panny Márie, dans la rue Lipova à Humenné. Bâtie en 1767 et rénovée en 1785 par l'ajout d'éléments.
- L'église Saints-Cyrille-et-Méthode, église orthodoxe du 2e arrondissement de la ville. Cette église est dédiée aux saints Cyrille et Méthode, deux frères missionnaires qui avaient été envoyés en 861 par l'empereur byzantin Michel III, pour évangéliser les pays slaves.

## Sports
La ville possède depuis 1908 un club de football qui s'appelle désormais le 1. HFC Humenné. Les principaux sponsors du club sont des entreprises de Chemlon.

## Galerie photos

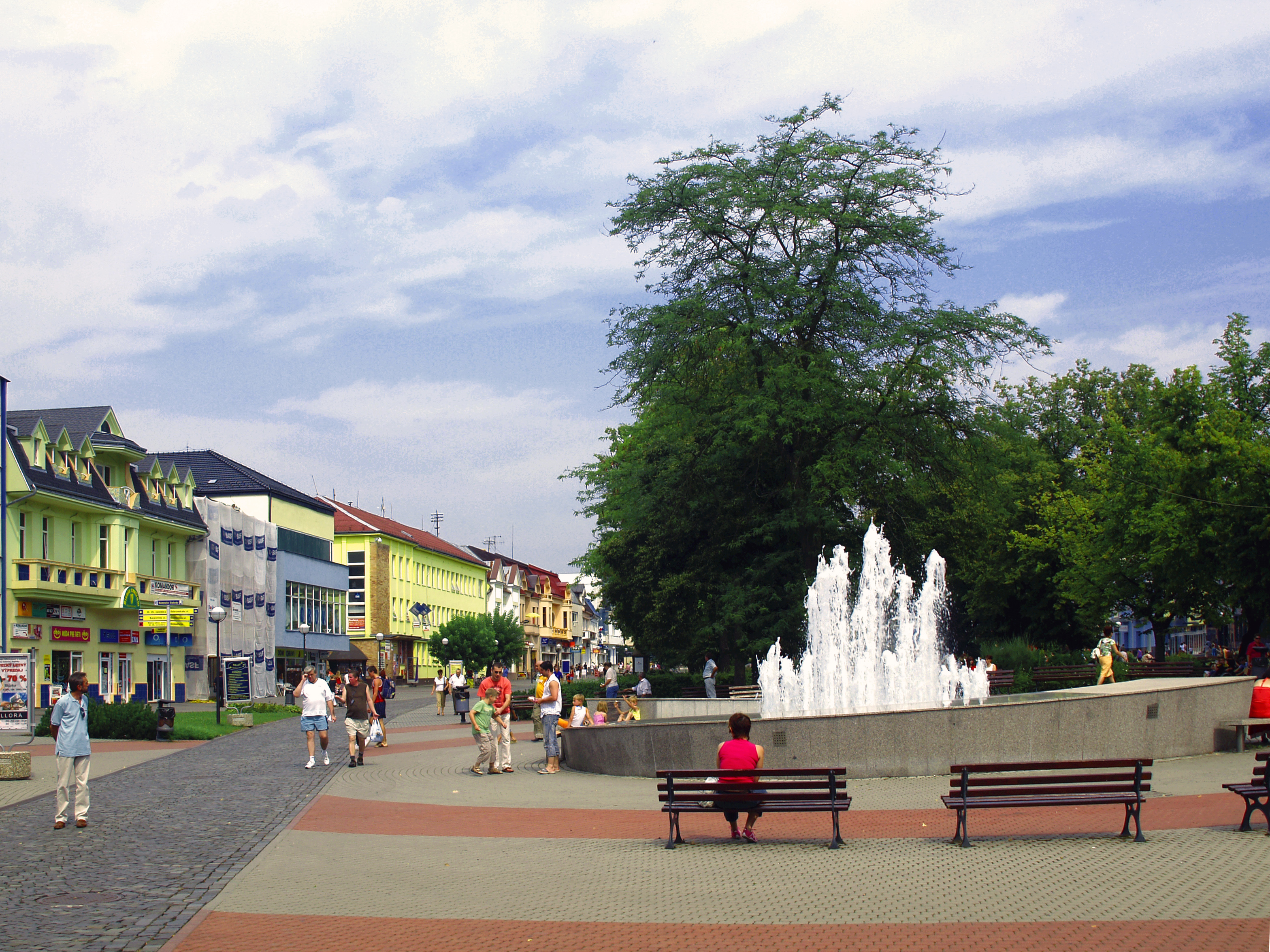
Place de la Liberté Namestie Slobody
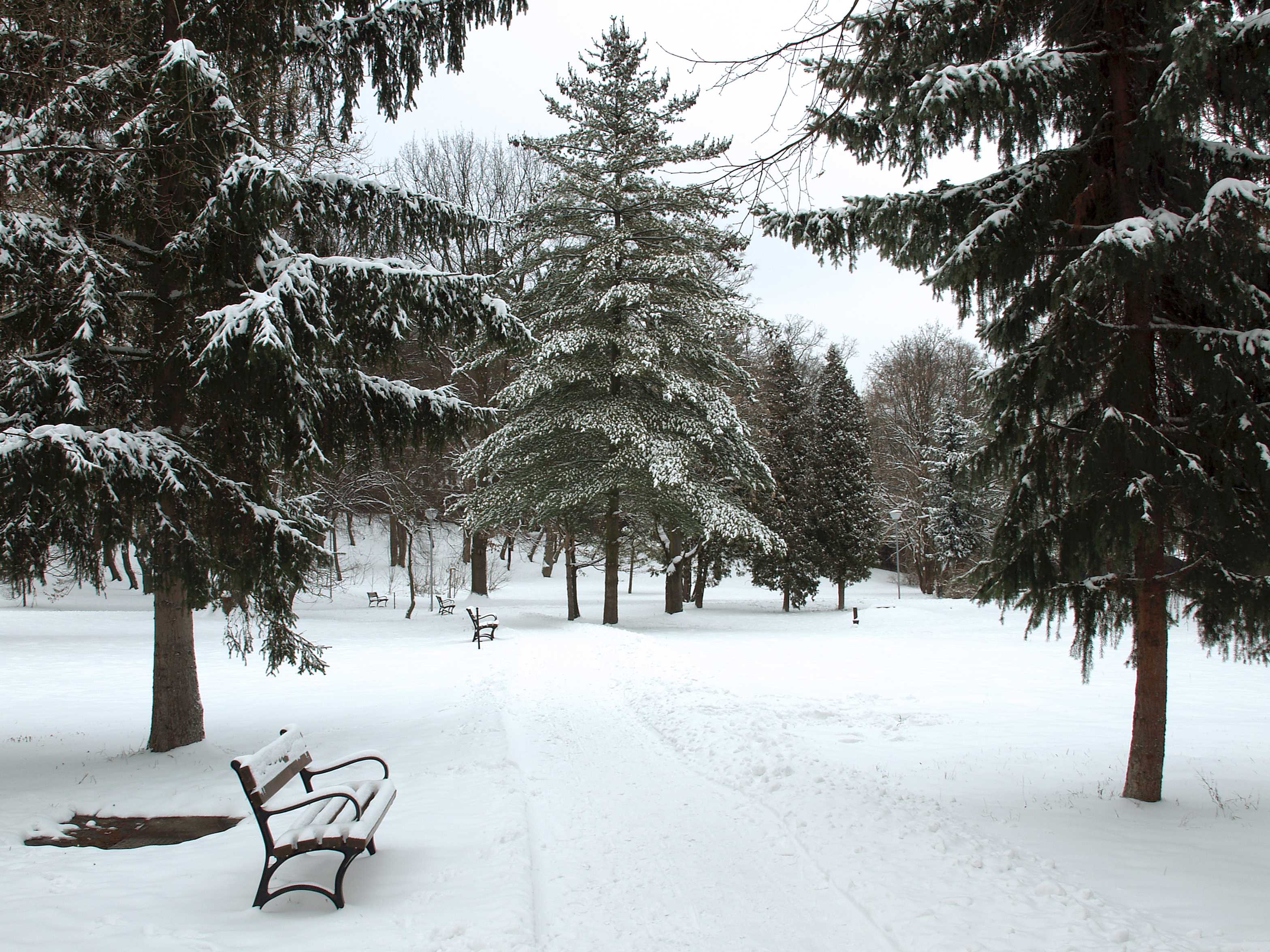
Le parc la veille de Noël 2007
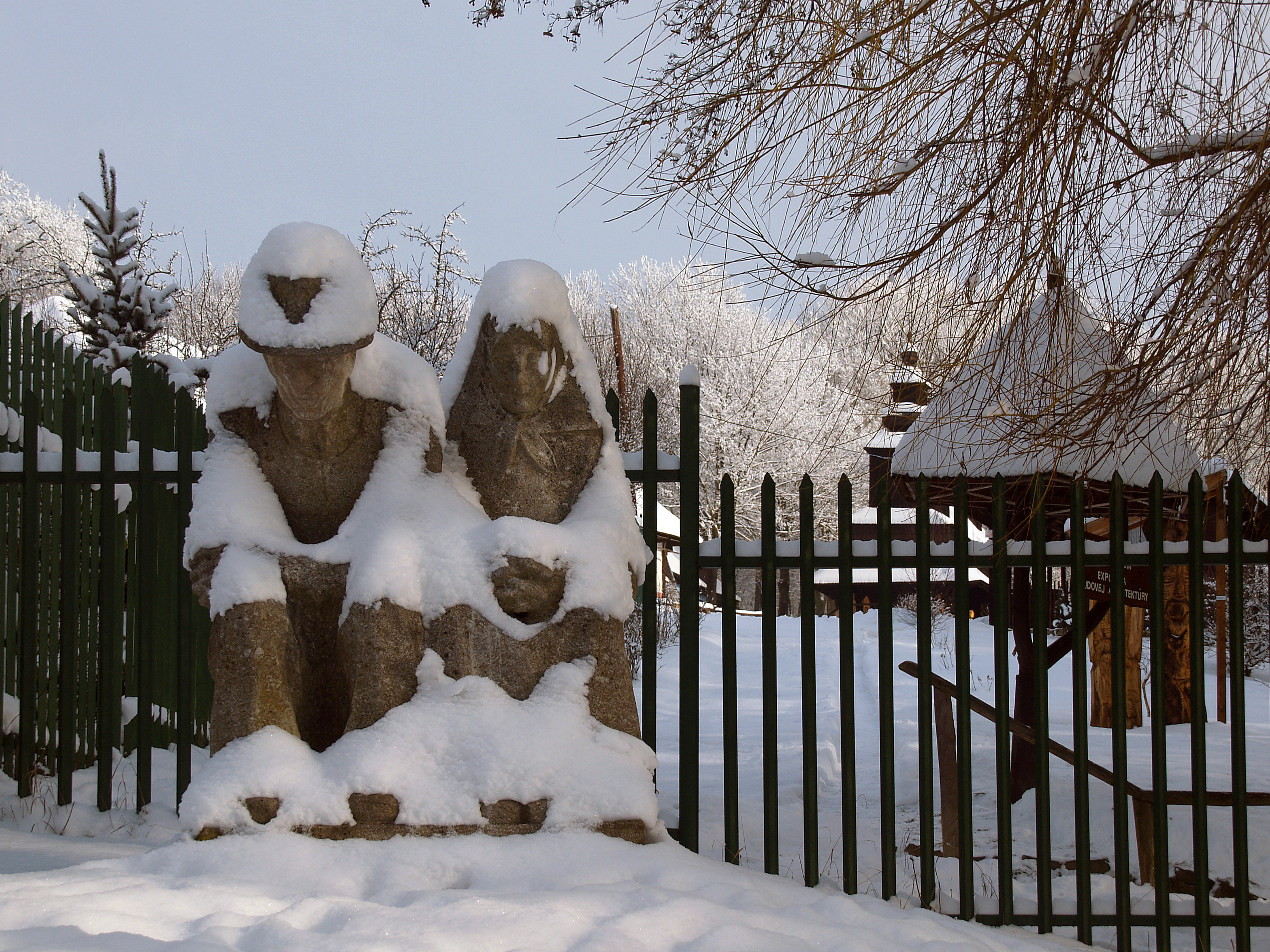
Œuvre à l'entrée du parc et du Vihorlatské múzeum
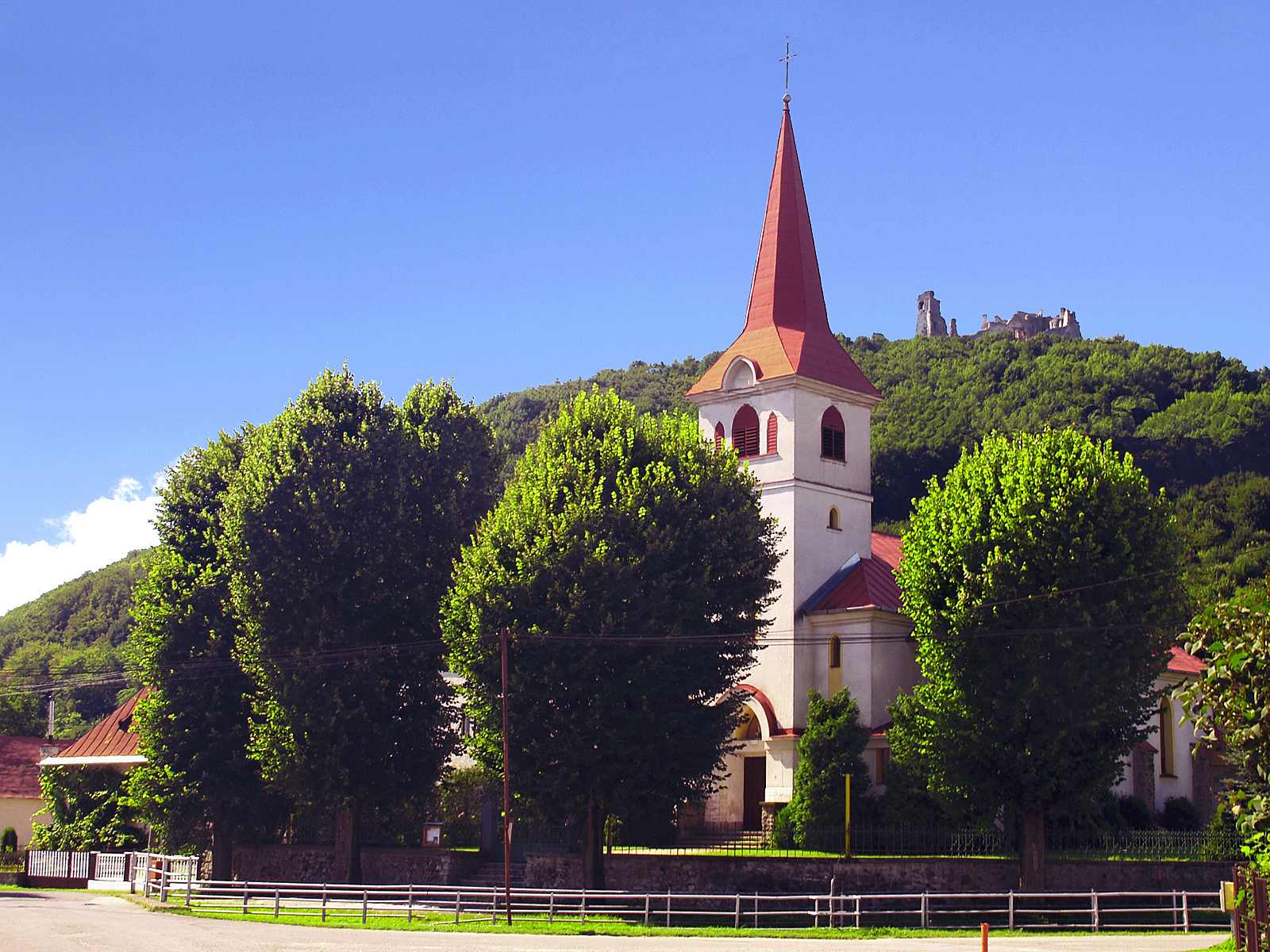
Église de Brekov et ruines du château

## Jumelages
La ville de Humenné est jumelée avec :
- Třebíč (Tchéquie) depuis le 10 octobre 1995
- Sanok (Pologne) depuis le 27 octobre 1997
- Jarosław (Pologne) depuis avril 2005
- Peretchyn (Ukraine) depuis le 9 mai 1999
- Mátészalka (Hongrie) depuis le 25 octobre 2005

## Personnes et les résidents notables.
- Yuri Dojc (en), photographe
- Peter Breiner (sk), musicien
- Michal Kováč, Président de la République slovaque
- Jozef Tomko, cardinal
- Joachim Jacob Unger (sk), rabbin
- Štefan Babjak (sk), chanteur d'opera
- František Kasanič (sk), boxeur
- Ladislav Grosman (1921-1981), écrivain et scénariste
- Marian Cekovskz (sk), artiste
- Martin Daňo (sk), journaliste